# American Dreamer – Charmante Lügner
American Dreamer – Charmante Lügner (Originaltitel: Telling Lies in America) ist ein US-amerikanischer Coming-of-Age-Film von 1997. Regie führte Guy Ferland, das Drehbuch schrieb Joe Eszterhas.

## Handlung
Cleveland in den 1960er Jahren: Der angesagte Rock-’n’-Roll-DJ Billy Magic bietet dem 17-Jährigen Schüler und ungarischen Flüchtling Karchy einen Assistentenjob an. Jener schwindelt gelegentlich und versucht das Mädchen Diney herumzubekommen, was ihm jedoch misslingt. In der Schule wird er verspottet, aber in seinem neuen Job kann er Cadillac fahren und sich groß fühlen. Einer befreundeten Musikgruppe verhilft er zu einem Plattenvertrag, doch dieser stellt sich später als Knebelvertrag heraus. Als Kriminalbeamte im Studio auftauchen, wird der Verdacht klar, dass Karchy als Geldüberbringer ausgenutzt wurde.
Vor Gericht sagt Karchy aus, dass er lediglich die Zuhörerpost überbracht hatte. Er besteht zusammen mit seinem Vater das Einbürgerungsverfahren und wird amerikanischer Staatsbürger.

## Kritik
Die Webseite Kino.de beschreibt den Film als „gut besetztes Coming-of-Age-Drama von 1997 vor den Kulissen der Rock’n’Roll-Ära.“